# Mussorgskij (cràter)
Mussorgskij és un cràter d'impacte en el planeta Mercuri de 115 km de diàmetre. Porta el nom del compositor rus Modest Mussorgsky (1839-1881), i el seu nom va ser aprovat per la Unió Astronòmica Internacional el 1979.